# アメリカFC (リオデジャネイロ州)
アメリカFC (ポルトガル語: América Football Club) は、ブラジル・リオデジャネイロ州リオデジャネイロを本拠地とするサッカークラブである。他の同名クラブと区別するために、アメリカ-RJ (América-RJ) と表記される場合がある。「RJ」はリオデジャネイロ州の略称である。

## 歴史
クラブは1904年9月18日に創設された。1905年には、バングー、ボタフォゴ、ペトロポリス、フルミネンセ、フットボール・アンド・アスレティックとともにリオデジャネイロで最初のサッカー連盟となるリーガ・デ・フットボール・デ・リオデジャネイロ (LFR) を創設した。1913年にリオデジャネイロ州選手権に初優勝した。
1971年、ブラジル全国選手権セリエAに初参戦し、11位となった。
エンブレムに上部にある黄色い星は、1982年に行われたCBF主催の全国大会トルネイオ・ドス・カンピオンイスでの優勝をあらわしている。フラメンゴに代わっての出場となったアメリカは、エスタジオ・ド・マラカナンであった決勝でグアラニを破って優勝した。
2008年、リオデジャネイロ州選手権2部への降格が決まったが、2009年の州選手権2部で優勝をおさめ、2010年は1部に復帰した。
球団歌（Hino do America-RJ）はメロディの一部を『Row Row Row』という1912年の北米の曲から流用している。

## スタジアム
ホームゲームは2000年に完成したエスタジオ・ジウリッチ・コウチーニョ、通称エジソン・パソス (Edson Passos) で行われる。最大収容人数は13,544人。

## タイトル

### 国内タイトル
- カンピオナート・カリオカ : 7回
  - 1913, 1916, 1922, 1928, 1931, 1935, 1960

- タッサ・グアナバラ : 1回
  - 1974

- タッサ・リオ : 1回
  - 1982

- カンピオナート・カリオカ2部 : 1回
  - 2009

- トルネイオ・ドス・カンピオンイス : 1回
  - 1982

## 歴代監督
- パウロ・エミリオ 1969-1971
- パウロ・アウトゥオリ 1979-1981
- エドゥ 1982
- エヴァリスト 1985
- ヴァンデルレイ・ルシェンブルゴ 1987
- ジョエル・サンタナ 1991

- ゼ・マリオ 1992
- チッタ 2002-2003
- ジョルジーニョ 2006
- アイルトン 2007, 2014
- ベベット 2009-2010

## 歴代所属選手

### GK
- バウディール・ペレス 1984
- ゼ・カルロス 1999

- カルロス・ジェルマーノ 2004

### DF
- ネリーニョ 1970
- ジョルジーニョ 1982-1984
- / ドナト 1982-1984
- ジウ 1984-1985

- ジウベルト 1993-1995
- レオナルド・シウヴァ 1997-2001
- ジュニオール・バイアーノ 2006-2007

### MF
- エドゥ 1966-1974
- ムリシ・ラマーリョ 1984
- グラウシオ 1998-2000
- レアンドロ 2000-2006

- セルジオ・マノエル 2003
- ホベルッチ 2006
- マルコス・アントニオ 2008

### FW
- マリオ・ザガロ 1948-1949
- エレーノ・ジ・フレイタス 1951
- シュウェンク 2003
- フェリッペ 2003-2006
- ウィリアン 2005

- ドゥドゥ 2004
- / フェルナンドン 2007-2008
- / ロマーリオ 2009
- アドリアーノ 2009-2010